# Crònica mossàrab del 754

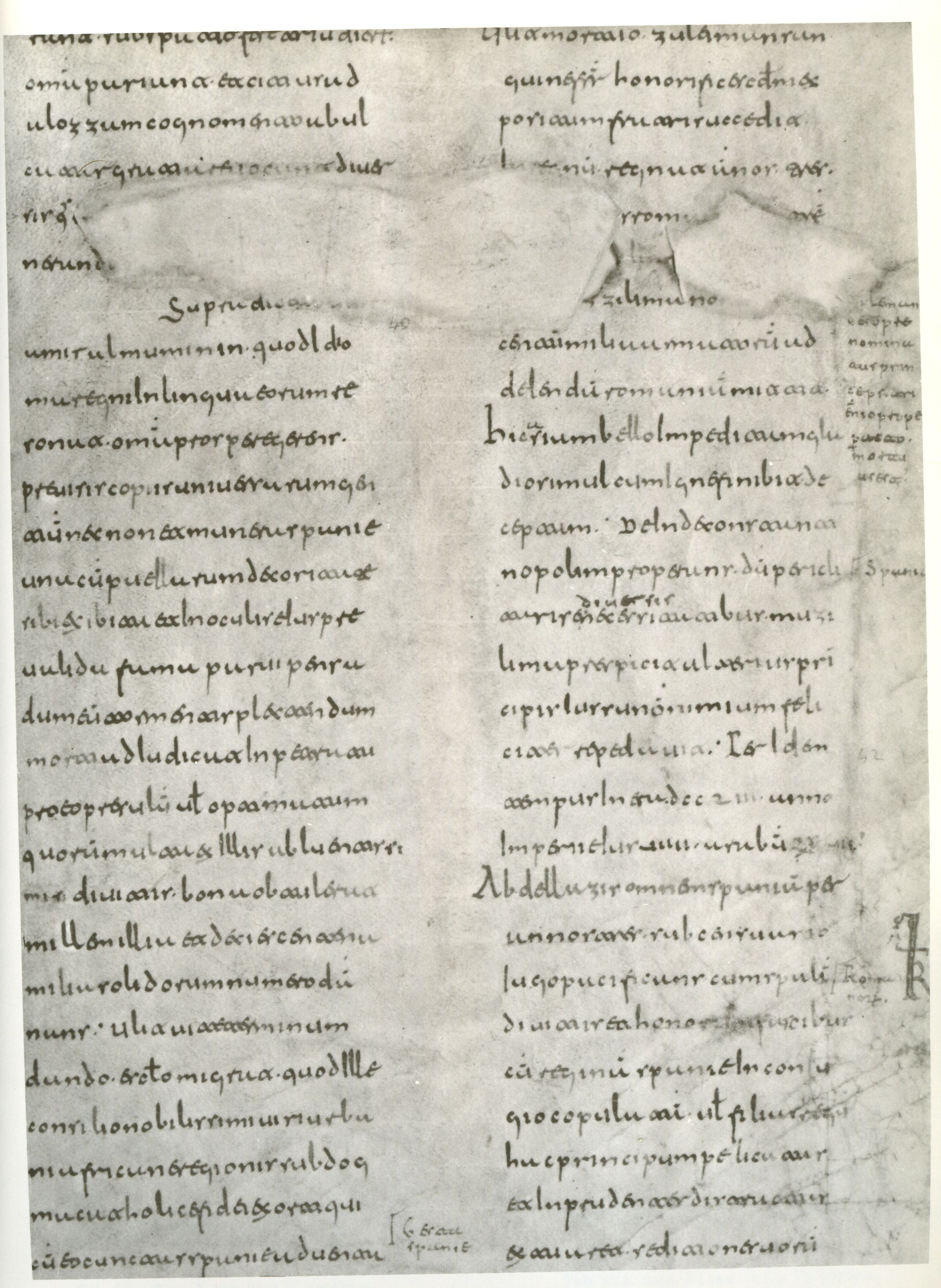
Foli 2r de la Crònica del 754. El text és en escriptura visigòtica.

La Crònica del 754 (també anomenada Crònica mossàrab o Continuatio Hispana) és una crònica en llatí de 95 seccions, escrita per un cronista mossàrab (cristià) anònim a Al-Andalus. La Crònica conté la referència més antiga coneguda en un text llatí als "europeus" (europenses), dels quals diu que van derrotar els sarraïns a la batalla de Tours l'any 732.

## Autor
El seu compilador era un cronista mossàrab (cristià) anònim, que vivia sota el domini àrab en alguna part de la península Ibèrica . Des del segle XVI, s'ha atribuït al bisbe Isidorus Pacensis, però ara s'accepta àmpliament aquesta atribució com a resultat d'errors composts. Henry Wace va explicar l'origen i la història creada d'Isidorus Pacensis, un bisbe de Pax Julia (actual Beja, Portugal) sense certificació.
També hi ha cert desacord sobre el lloc on es va escriure la Crònica. Tailhan va considerar Còrdova com a ciutat d'origen. Mommsen va ser el primer en proposar Toledo. Un estudi recent de López Pereira rebutja ambdues a favor d'una ciutat més petita no identificada a l'actual sud-est d'Espanya.

## L'obra
La Crònica del 754 cobreix els anys 610 - 754, però disposa de poques fonts contemporànies amb les quals comprovar-ne la veracitat. Comença amb l'ascens d'Heracli al tron romà d'Orient i es considera un testimoni ocular de la conquesta omeia d'Hispània. Alguns la consideren una de les millors fonts per a la història post-visigòtica i per a la història de la conquesta àrab d'Hispània i Septimània; va proporcionar la base de Roger Collins, La conquesta àrab d'Espanya, 711-797, el primer historiador modern que la va utilitzar tan a fons. Conté el relat més detallat de la batalla de Poitiers-Tours.
L'estil de les entrades s'assembla a l'anterior cronista Joan de Biclar, cobrint de manera similar els temes dels governants, les rebel·lions, les guerres, l'església i les plagues. L'obra té tres punts focals: els dos primers, l'Imperi Romà d'Orient i l'Espanya visigotica, que comparteix amb la Crònica de 741, afegint-hi un tercer que és la conquesta omeia.
La Crònica perviu en tres manuscrits, dels quals el més antic, del segle IX, es divideix entre la Biblioteca Britànica i la Biblioteca de la Reial Acadèmia de la Història, a Madrid. La resta de manuscrits són dels segles XIII i XIV. La Crònica es va publicar per primera vegada íntegrament a Pamplona, el 1615.